# Ала Биса (Тревизо)
Ала Биса (итал. Alla Bissa) је насеље у Италији у округу Тревизо, региону Венето.
Према процени из 2011. у насељу је живело 35 становника. Насеље се налази на надморској висини од 27 м.